# Pêro Viseu
Pêro Viseu ist eine Gemeinde (Freguesia) im portugiesischen Kreis Fundão. In ihr leben 644 Einwohner (Stand 19. April 2021).